# Slag bij Antiochië (613)

Grens bepaald in 565 tussen het Byzantijnse Rijk en het Sassanidische Rijk

De Slag bij Antiochië vond plaats in 613 ter hoogte van Antiochië en was een onderdeel van de Byzantijns-Sassanidische Oorlog (602-628).

## Achtergrond
De Byzantijns-Sassanidische Oorlog was al tien jaar bezig en sjah Khusro II zat al twintig jaar stevig in het zadel. In het Byzantijnse Rijk was het al tien jaar onrustig. De staatsgreep van Herakleios zorgde ervoor dat de grens met het Sassanidische Rijk ernstig verzwakt werd. Met sprekend gemak veroverden de troepen van Khusro Syria en Oost-Anatolië.

## Slag
Als reactie op het plotselinge verlies van territorium aan de oostgrens, organiseerde Herakleios een sterk leger en marcheerde naar Antiochië. Zijn tegenaanval werd echter beslissend verslagen in 613 buiten Antiochië. De Romeinse posities stortten volledig in en dit leidde tot een gemakkelijke overwinning voor Shahrbaraz en Shahin.

## Vervolg
Het Byzantijnse leger werd in twee gesplitst, Herakleios en zijn broer Theodoros trokken zich terug in Anatolië en zijn neef Nicetas naar de Levant. In 614 veroverde Shahrbaraz Jeruzalem en tegen 619 was Egypte in Sassanidische handen. Herakleios op zijn beurt slaagde er niet in de Perzen tegen te houden aan de Cilicische Poort (bergpas in Cilicië). Herakleios werd gedwongen tot onderhandelen. Een Byzantijnse ambassadeur werd naar de Perzische sjah Khusro II gestuurd, en generaal Shahin trok zich terug naar Syrië. 